# Bad Tennstedt
Bad Tennstedt ist eine Land- und Kurstadt im Unstrut-Hainich-Kreis im Norden Thüringens und Sitz der Verwaltungsgemeinschaft Bad Tennstedt, der weitere elf Gemeinden angehören.

## Geografie
Bad Tennstedt liegt im westlichen Teil des Thüringer Beckens etwa 20 km nordwestlich von Erfurt inmitten eines landwirtschaftlich geprägten Gebietes. In der Umgebung der Stadt gibt es einige schwefelhaltige Quellen, deren Wasser seit 1812 als Heilmittel im Kurbetrieb genutzt wird.

## Geschichte
Zahlreiche Funde auf dem Gebiet von Bad Tennstedt deuten darauf hin, dass hier bereits seit der Jungsteinzeit Menschen siedelten. Seit 1875 fanden dazu immer wieder auch systematische archäologische Grabungen statt. So fand man einen – 1888 abgetragenen – Grabhügel auf dem Kalkhügel im Flurstück Am Gericht, in dem eine junge Frau in gestreckter Rückenlage bestattet war. Zu den Funden gehörten Keramikreste und Bruchstücke von Wendelringen sowie Bernsteinschmuck.
Die günstige und strategische Lage von Tennstedt untermauert die Überlieferung, dass im frühen Mittelalter ein Königshof bestanden hat. Es wird auch angenommen, dass sich aus dem Hof zwei Befestigungsanlagen entwickelten, die sich auf zwei benachbarten Anhöhen links und rechts der Straßenausgänge gen Norden befanden. Die Tennstedter Wasserburg hatte ihre Bedeutung durch die Verbindungsstraße Eisenach–Weißensee–Neuenburg zu verdanken, denn sie war für den Landgrafen von Thüringen der Hauptverbindungsweg zu seinen Sitzen. Von den Tennstedter Burgen sind kaum noch Spuren zu finden, da die Steine zum Bau der Stadtmauer verwendet wurden.
Erste urkundliche Erwähnung findet der Ort in einer Schenkungsurkunde aus dem Jahr 772, nach der das Gut von einem Geistlichen Alwahlah an das Kloster Fulda vermacht wird. Aus dem Jahr 775 ist eine Schenkungsurkunde Karls des Großen an das Kloster Hersfeld bezeugt.
Landgraf Friedrich von Thüringen und seine beiden Brüder Balthasar und Wilhelm verliehen der Gemeinde Tennstedt im Jahre 1377 das Stadtrecht. Seitdem verfügt Tennstedt über eine städtische Verfassung. 1419 erhielt die Vorstadt Osthöfen ebenfalls die Stadtrechte. Die Stadtmauer mit vier Toren – heute ein Wahrzeichen der Stadt – wurde erst in der Zeit von 1448 bis 1483 erbaut, bei ihrer Fertigstellung war sie bereits militärtechnisch veraltet. Tennstedt war vom 14. bis 17. Jahrhundert eine der fünf Waidstädte Thüringens, die das Recht hatten, mit Färberwaid zu handeln, der den wichtigen Farbstoff Indigo für die Textilproduktion lieferte.
Tennstedt kam als Teil des Amts Herbsleben bei der Leipziger Teilung im Jahr 1485 an das Herzogtum Sachsen der Albertiner. Nach der Niederlage der Ernestiner im Schmalkaldischen Krieg im Jahr 1547 gehörte Tennstedt weiterhin zum albertinischen Staatsgebiet, welches sich nun Kurfürstentum Sachsen nannte. Kurfürst August trat 1554 im Naumburger Vertrag das Amt Herbsleben ohne die Stadt Tennstedt an die Ernestiner ab. Seitdem gehörte sie zum albertinischen Amt Langensalza. Als Teil des Kurfürstentums Sachsen wurde die Stadt 1657 zum Sitz einer Kreisverwaltung bestimmt. Sie war der einzige Ort, der dem Kreisamt Tennstedt direkt unterstellt war.
Große Not verursacht die Stationierung von Besatzungstruppen im Siebenjährigen Krieg. 1800 wurde in Tennstedt eine Salpeterhütte errichtet, 1828 eine Papierfabrik. 1811 verhalf die Entdeckung einer Schwefelquelle der Stadt zu bedeutendem Aufschwung. 1812 wurden ein Kurpark angelegt und das erste Badehaus eröffnet. Der Kurbetrieb setzte ab 1813 ein. Johann Wolfgang von Goethe traf am 24. Juli 1816 in Tennstedt ein und kurte dort etwa 7 Wochen. Dort begann er auch mit der Korrektur von „Reinecke Fuchs“, lernte Cölestin August Just kennen sowie den Homer-Kritiker Friedrich August Wolf. Auf verschiedenen Rundgängen verschaffte er sich einen Überblick über die Stadt und ihre Umgebung. Von den Karstquellen ließ er sich für seine Farbenlehre inspirieren. Erst zum Ende des 19. Jahrhunderts wurden Anstrengungen unternommen, den Ort durch den Bau weiterer Kureinrichtungen und Pensionen attraktiver zu machen, die typische Bäderarchitektur blieb aber auf die Kurstraße beschränkt.
Tennstedt gehörte nach seiner Abtretung an Preußen von 1816 bis 1944 zum Landkreis Langensalza in der Provinz Sachsen. Im April 1945 wurde Bad Tennstedt durch US-Truppen besetzt und Anfang Juli an die Rote Armee übergeben. Damit wurde der Ort, wie ganz Thüringen, Teil der SBZ und ab 1949 der DDR.
Am 17. Juni 1953 forderte der Pfarrer und Superintendent Gerhard Sammler vor 500 Menschen auf dem Marktplatz in Bad Tennstedt den Rücktritt der DDR-Regierung und freie Wahlen. Die versammelte Menge sprach im Chor den Text des Deutschlandliedes, gefolgt von einer Ansprache des Pfarrers und abschließendem „Nun danket alle Gott“. Auch über Bad Tennstedt wurde vom sowjetischen Kommandanten der Ausnahmezustand ausgerufen. Die „Rädelsführer“, unter ihnen Pfarrer Sammler, wurden von der Volkspolizei verhaftet.

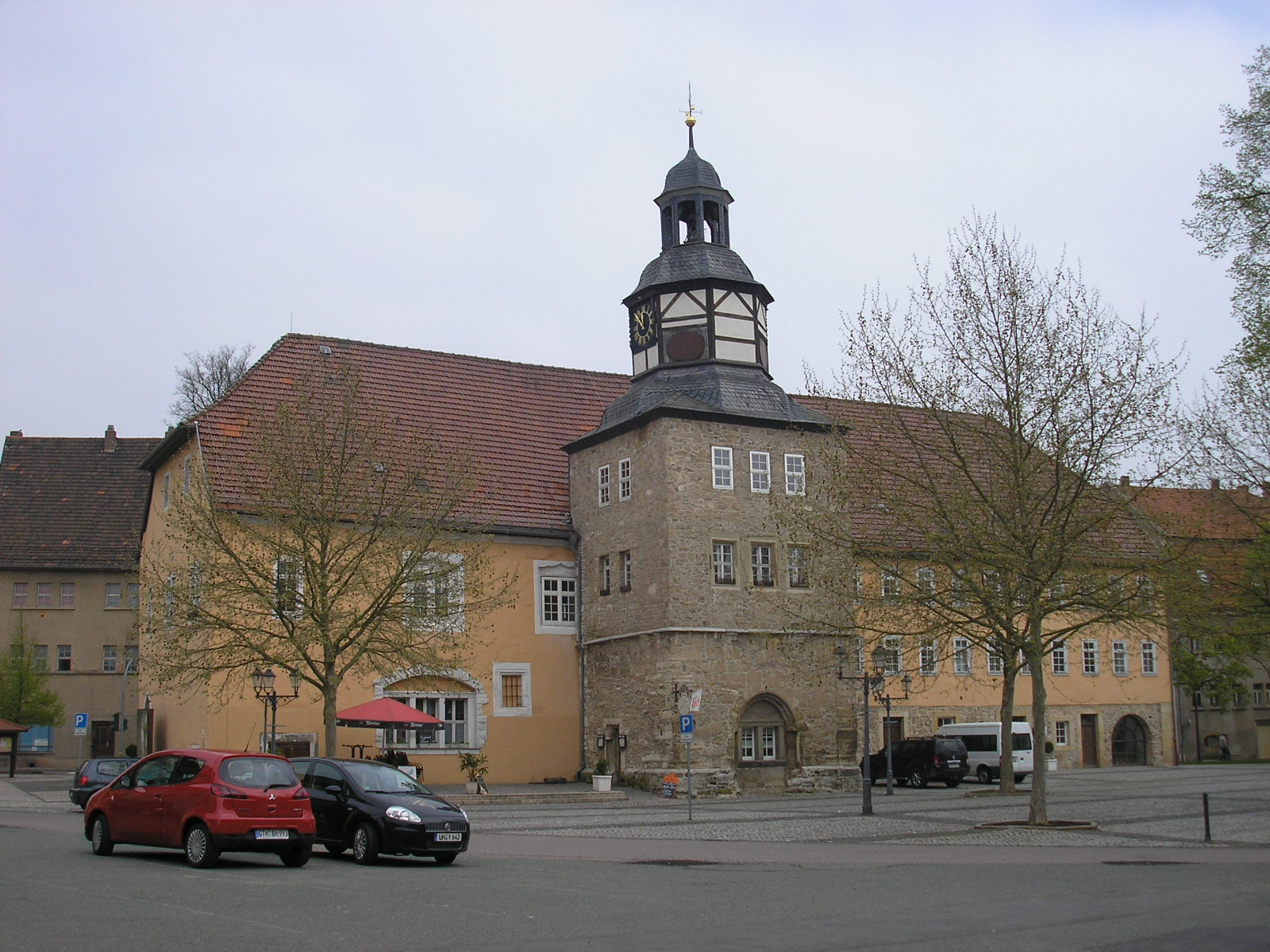
Rathaus
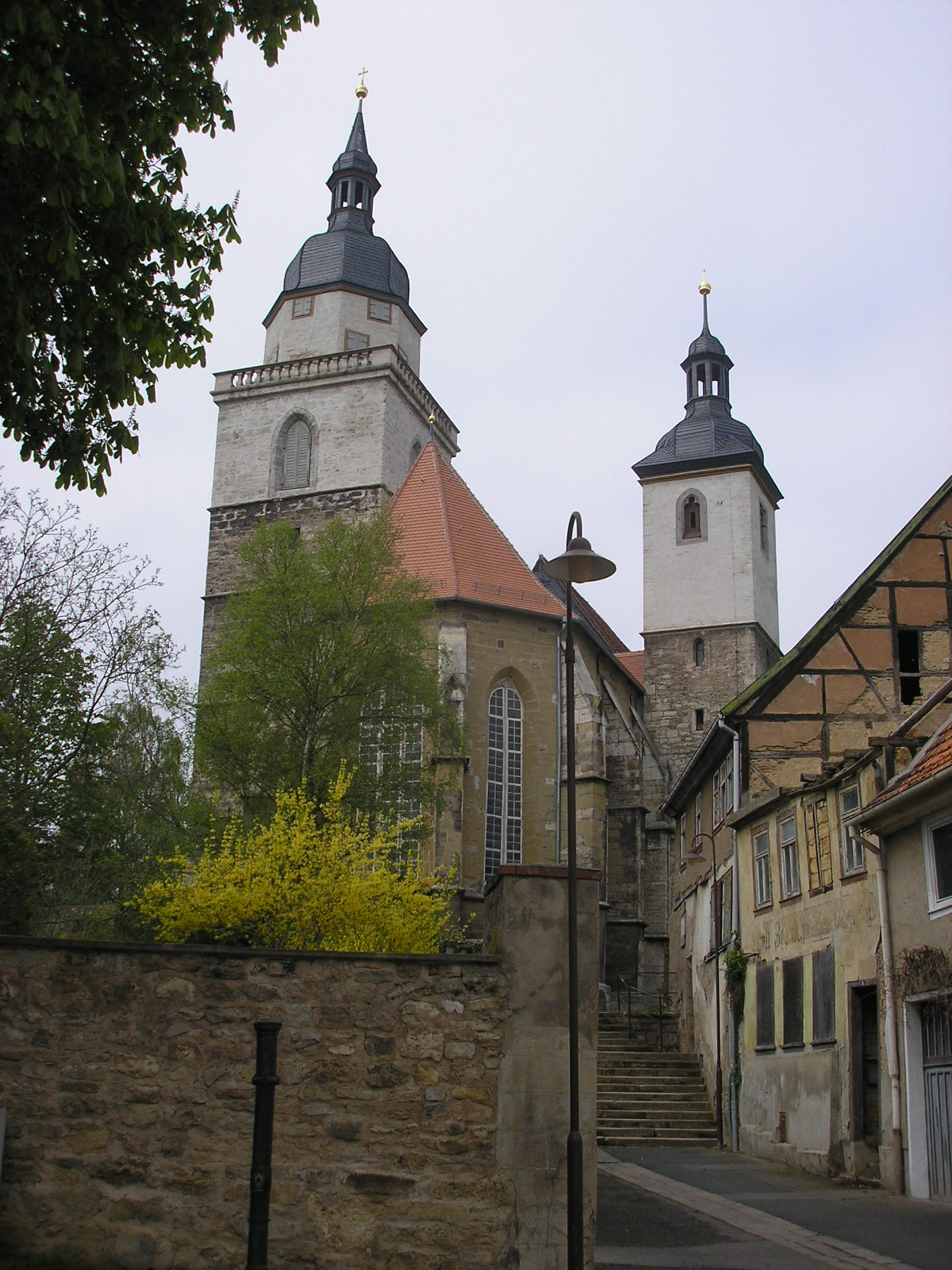
Stadtkirche St. Trinitatis
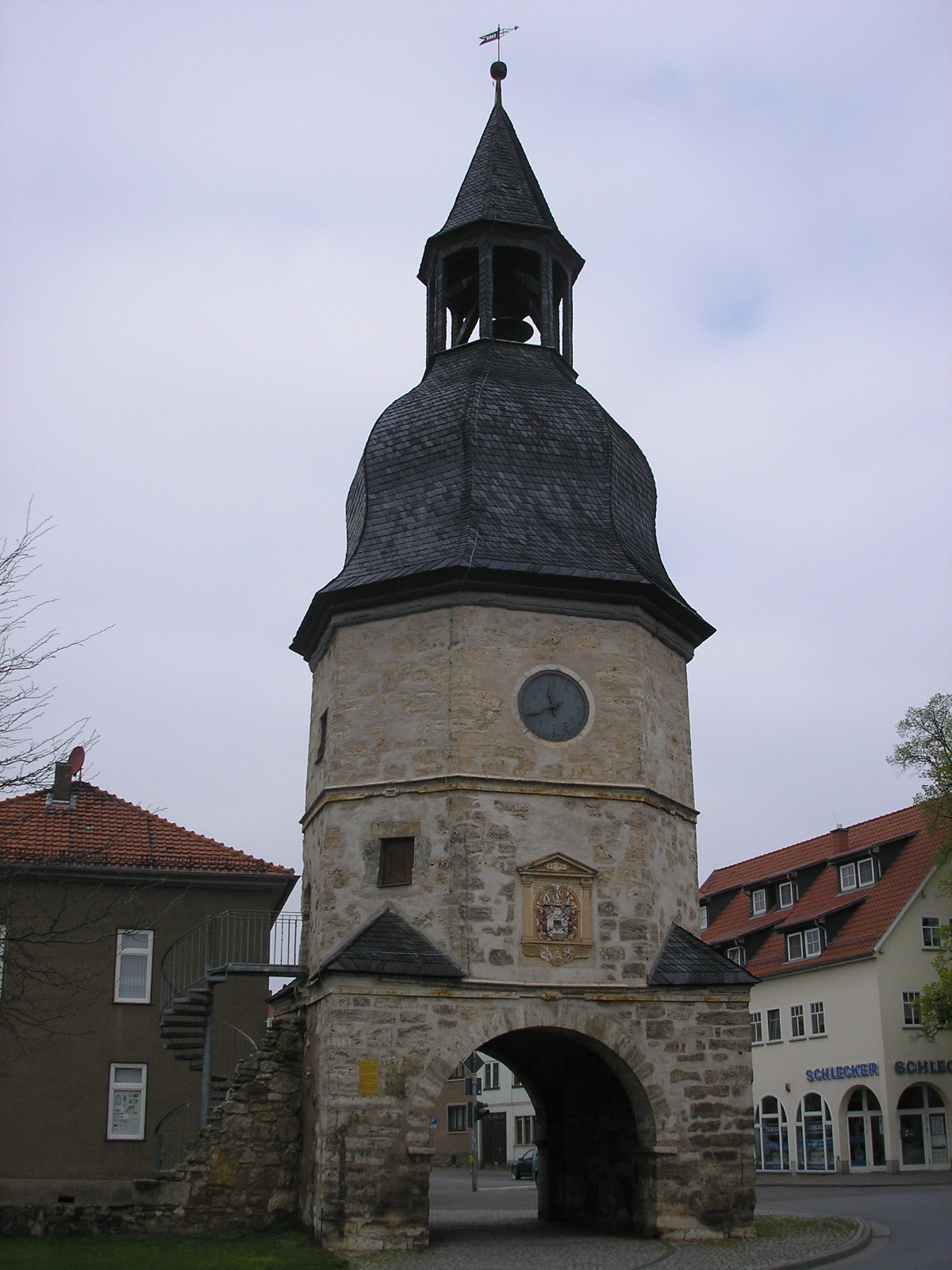
Osthöfer Tor
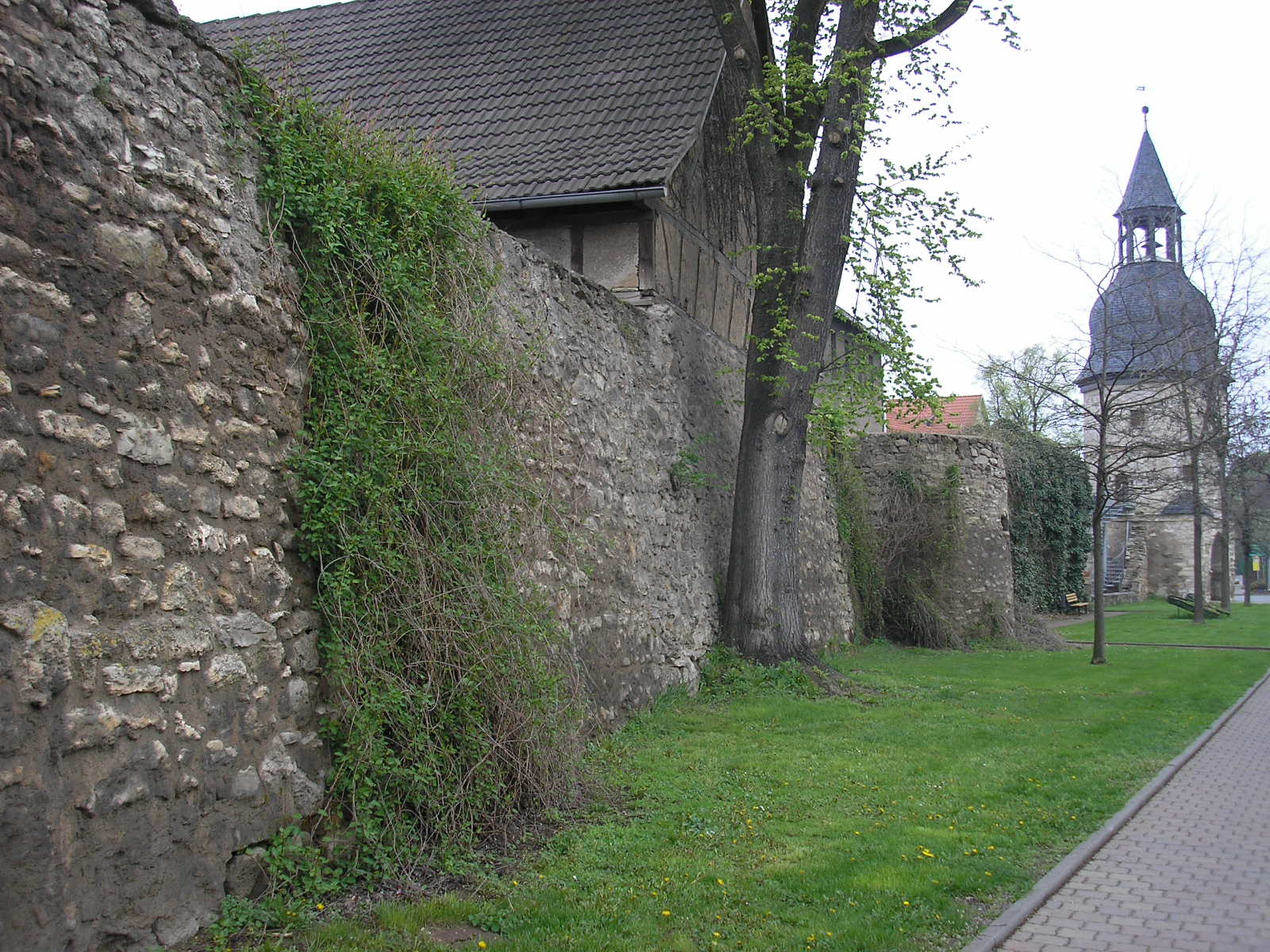
Stadtmauer
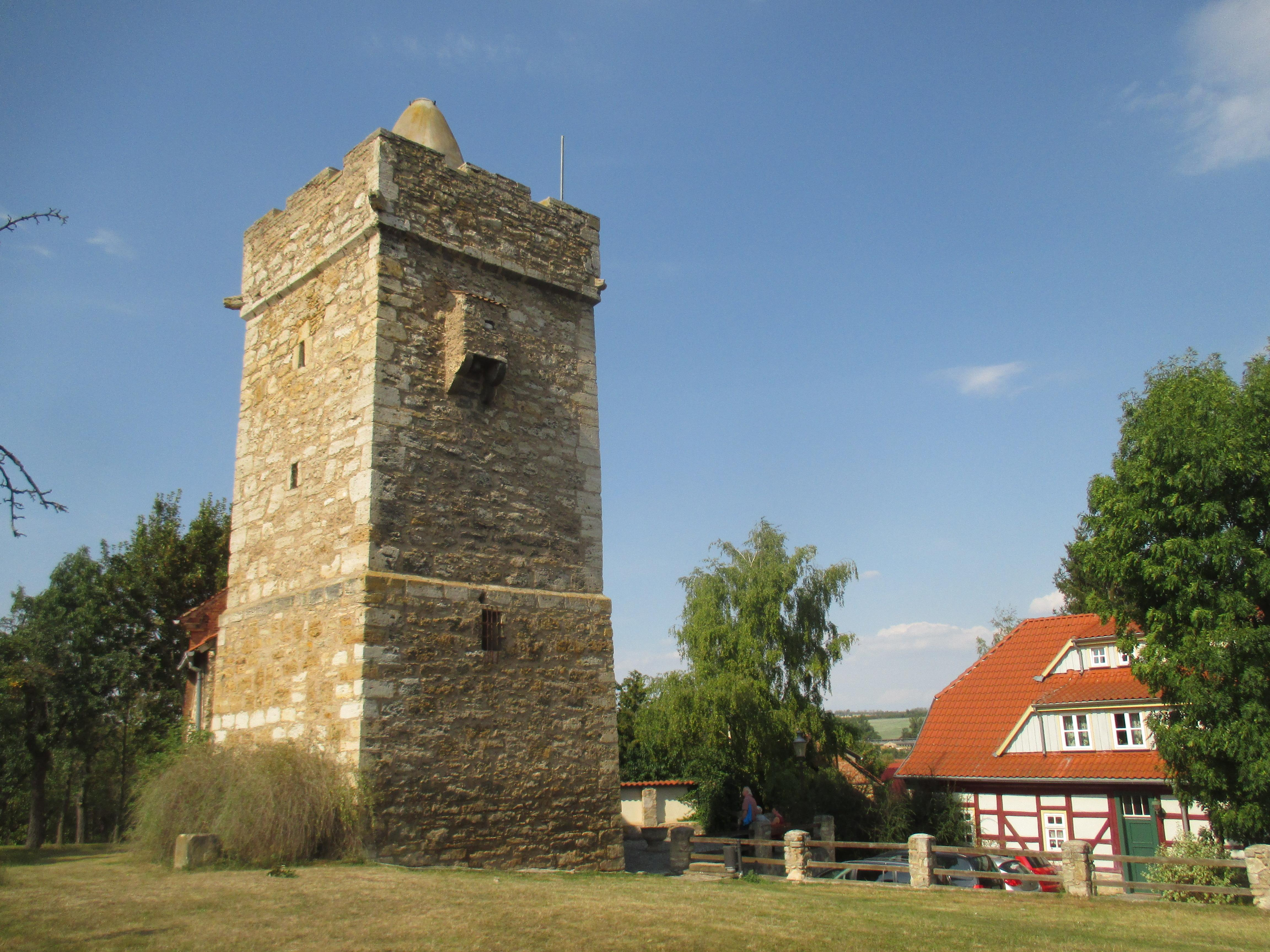
Fronveste

## Politik

### Stadtrat
Der Stadtrat von Bad Tennstedt besteht aus 14 in der Stadtratswahl gewählten Personen und dem getrennt gewählten Bürgermeister. Die Stadtratswahl vom 26. Mai 2024 führte zu folgendem Ergebnis (mit den Vergleichszahlen der Wahl 2019):
| Partei / Liste  | Partei / Liste                                | 2024          | 2024   |               | 2019   | 2019 |
| Partei / Liste  | Partei / Liste                                | Stimmenanteil | Sitze  | Stimmenanteil | Sitze  |      |
| IG-BT           | Interessengemeinschaft Bad Tennstedt          | 29,5 %        | 4      | 28,1 %        | 4      |      |
| Klartext        | Klartext                                      | 21,5 %        | 3      | 19,8 %        | 3      |      |
| CDU/BL          | Christlich-Demokratische Union / Bürgerliste* | 25,5 %        | 4      | 16,4 %        | 2      |      |
| SPD             | Sozialdemokratische Partei Deutschlands       | –             | –      | 13,3 %        | 2      |      |
| LINKE           | Die Linke                                     | 10,0 %        | 1      | 11,7 %        | 2      |      |
| FWG             | Freie Wählergemeinschaft Sportverein          | 13,5 %        | 2      | 10,7 %        | 1      |      |
| Gesamt          | Gesamt                                        | 100 %         | 14     | 100 %         | 14     |      |
| Wahlbeteiligung | Wahlbeteiligung                               | 61,8 %        | 61,8 % | 61,7 %        | 61,7 % |      |

* 2019 ohne Bürgerliste

### Bürgermeister
Der ehrenamtliche Bürgermeister Jörg Klupak (SPD) wurde am 6. Juni 2010 wiedergewählt. Mit der Wahl vom 5. Juni 2016 wurde er bei einer Wahlbeteiligung von 59,4 % als ehrenamtlicher Bürgermeister von Jens Weimann (CDU) mit 50,7 % der gültigen Stimmen abgelöst. Dieser wurde bei der Bürgermeisterwahl am 12. Juni 2022 mit 76,8 Prozent der gültigen Stimmen für eine zweite Amtszeit wiedergewählt. Die Wahlbeteiligung lag bei 56,5 Prozent.

### Wappen
Blasonierung: „In Silber auf grünem Boden die untere Hälfte einer natürlichen Tanne; rechts vom Stamm wachsend ein Bischof in blau-goldenen Ornat, einen goldenen Bischofsstab in der Rechten, ein silbernes Buch in der Linken, darauf eine blaue Weintraube; links vom Stamm ein siebenmal von Rot und Silber geteilter Löwe.“
Symbolik: Die Tanne ist schon im Wappen im frühen 15. Jahrhundert. Der Bunte Löwe weist auf die ehemalige Oberherrschaft der Thüringer Landgrafen. Der Bischof steht für die kirchlichen Besitzungen der Klöster Hersfeld, Gandersheim und Fulda. Früher trug er ein Bischof in blau-silbernes Ornat. Die Weintraube steht für Weinbau in vergangenen Zeiten.

### Städtepartnerschaften
Die Stadt Bad Tennstedt hat eine Städtepartnerschaft zu Bad Salzschlirf, die Verwaltungsgemeinschaft hat partnerschaftliche Kontakte nach Stromberg (Hunsrück), Bernkastel-Kues und Koźmin Wielkopolski.

## Kultur und Sehenswürdigkeiten

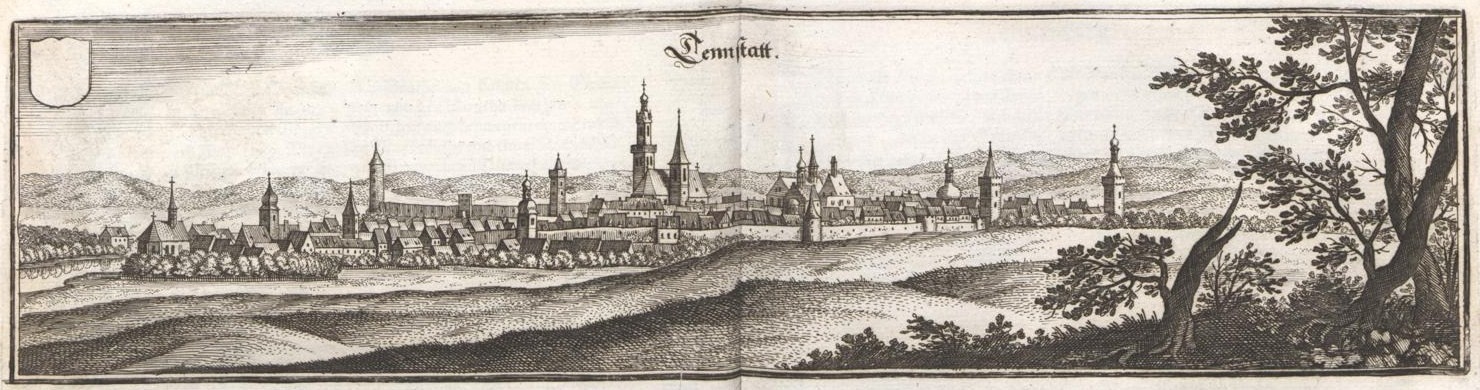
Stadtansicht nach Merian um 1650

Bad Tennstedt war im Mittelalter eine bedeutende Waid-, Ackerbürger- und Handelsstadt mit Transportwegen in Richtung Leipzig, Kassel und Frankfurt am Main an einer nördlichen Alternativroute zur Via regia. Einen Niedergang erlebte Tennstedt, ähnlich wie die Nachbarstädte Thamsbrück und Weißensee, vom 17. bis ins 19. Jahrhundert, als die Bedeutung der Landwirtschaft im Allgemeinen und des Waidanbaus im Speziellen zurückgingen und sich die Verkehrsströme verlagerten. So weist Bad Tennstedt heute noch im Wesentlichen das Stadtbild des 16. Jahrhunderts auf.
Im Stadtzentrum liegt der relativ große Dreiecksmarkt, welchen ein historischer Handelsweg in östlicher Richtung nach Weißensee und zwei in westlicher Richtung nach Bad Langensalza und Mühlhausen verlassen. In der Mitte des Marktplatzes liegt das stattliche Rathaus mit Turm von 1598. Im Südwesten der Stadt befindet sich ein Hügel, auf dem die gotische Stadtkirche St. Trinitatis sowie die Fronveste stehen. Die Stadtkirche trug einst das Patrozinium des heiligen Wigbert und ist heute der heiligen Dreifaltigkeit geweiht. Teile des Chores stammen von 1418, der Rest entstand im Wesentlichen beim Wiederaufbau zwischen 1652 und 1659, nachdem die Kirche 1636 abgebrannt war. Mit ihren beiden gotischen Türmen mit barocken Hauben prägt sie das Stadtbild.
Die Fronveste liegt hinter der Kirche, von ihr sind ein Wehrturm und einige kleine Gebäude erhalten. Sie entstand um 1465 als Gefängnis und beherbergt heute das Stadtmuseum. Eine Wasserburg bestand östlich von Tennstedt, bis sie 1484 von der Stadt gekauft und als Steinbruch verwendet wurde. Umgeben ist die Stadt von einer Stadtmauer (entstanden zwischen 1443 und 1489 anstelle einer älteren Befestigung), von der Teile im Westen und Osten, einige Wehrtürme sowie das Osthöfer Tor erhalten sind. Das Osthöfer Tor von 1448 mit einem Dachaufbau von 1579 ist heute eines der Wahrzeichen Bad Tennstedts.
Östlich vor der Stadt lag die Vorstadt Osthöfen, die 1419 ebenfalls zur Stadt erhoben, jedoch niemals befestigt wurde. In diesem Bereich liegen zwei weitere Kirchen mittelalterlichen Ursprungs, zum einen die Nikolaikirche aus der Mitte des 15. Jahrhunderts, die heute als Friedhofskirche dient, zum anderen die Kirche Zum Heiligen Geist, die zum mittelalterlichen Hospital der Stadt gehörte. Sie wurde 1506 erstmals urkundlich erwähnt und wird heute von der römisch-katholischen Gemeinde genutzt.
Weitere Sehenswürdigkeiten sind die Bürgerhäuser der Renaissance in der Altstadt sowie der Kurpark im Nordosten mit verschiedenen Anlagen für Kaltwasserkuren.

## Persönlichkeiten

### Söhne und Töchter der Stadt
- Justin Bertuch (1564–1626), Pädagoge
- Ernst Friedrich Meurer (1660–1722), königlich-polnischer und kurfürstlich-sächsischen Rat und Oberamtmann des Thüringischen Kreises
- Johann Friedrich Christoph Ernesti (1705–1758), Theologe
- Johann August Ernesti (1707–1781), Pädagoge, Philologe und Theologe
- Justinian von Thoelldeniz (1719–1780), Verwaltungsjurist
- Johann Hartmann Christoph Gräf (1744–1820), evangelischer Theologe, Hochschullehrer und -rektor
- Sigmund Bergmann (1851–1927), Erfinder und Unternehmer
- Brigitte Poredda (1936–2015), Malerin und Grafikerin
- Christel Riemann-Hanewinckel (* 1947), Politikerin (SPD)
- Rosel Neuhäuser (* 1949), Politikerin (Die Linke)

### Personen, die mit Tennstedt in Verbindung stehen

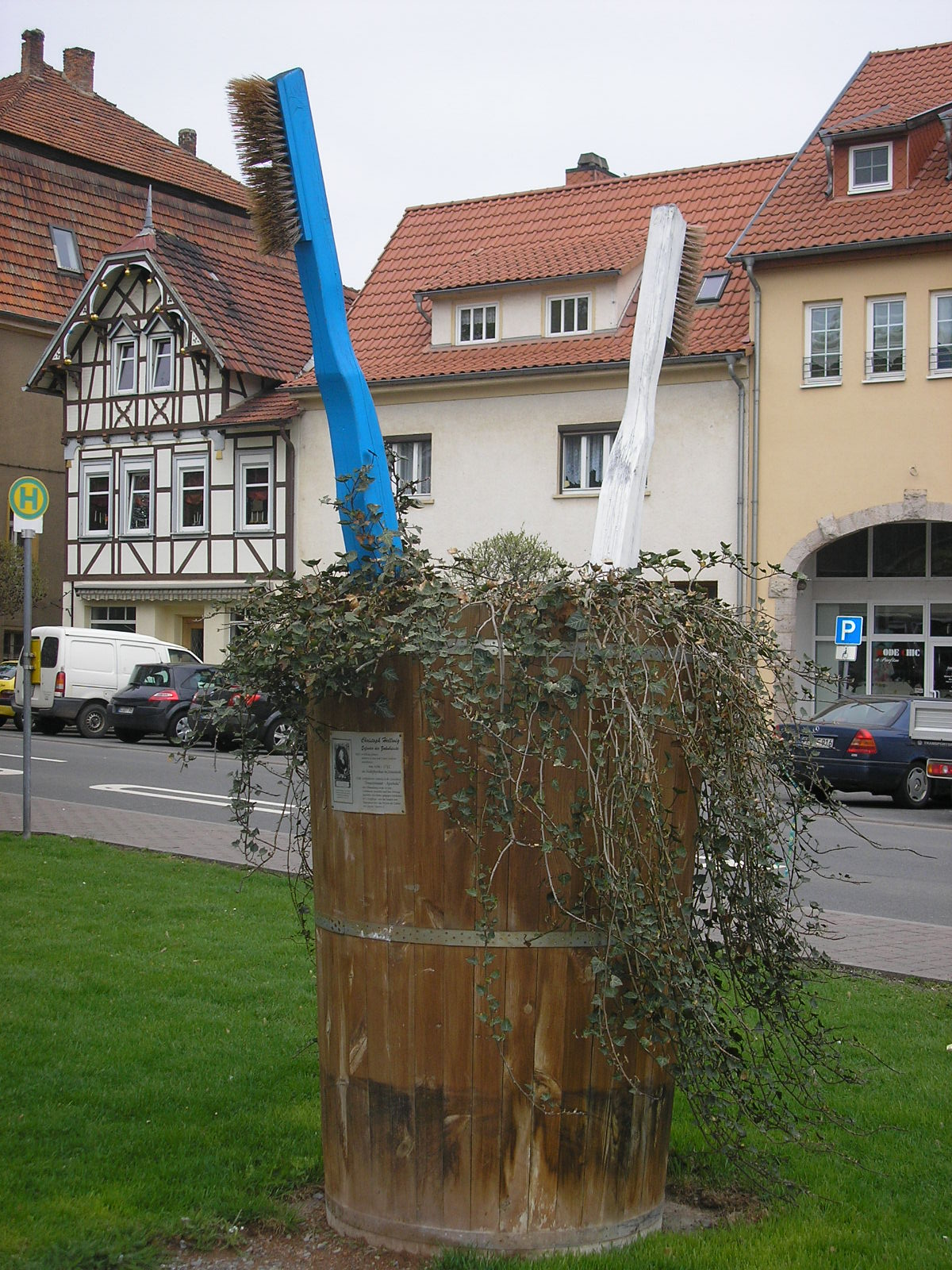
Das Zahnbürstendenkmal erinnert in Bad Tennstedt an den Erfinder Christoph von Hellwig

- Andreas Toppius (1605–1677), Landeshistoriker, Pfarrer in Tennstedt
- Christian Andreas Siber (1662–1704), Pädagoge und Theologe
- Johann Christoph Ernesti (1662–1722), Theologe
- Christoph von Hellwig (1663–1721), 1696–1712[16] Stadtphysikus von Tennstedt, erfand in Tennstedt eine Zahnbürste
- Johann Christian Ernesti (1695–1769), Theologe
- Johann Wolfgang von Goethe (1749–1832), kurte 1816 in Tennstedt, daran erinnert heute das Goethehaus
- Coelestin August Just (1750–1822), Kreisamtmann von Tennstedt, Vorgesetzter, Freund und Biograph von Novalis
- Friedrich von Hardenberg (Pseudonym Novalis, 1772–1801), war 1794–1796 in Tennstedt im kursächsischen Verwaltungsdienst beschäftigt
- Warren William (1895–1948), US-amerikanischer Filmstar der 1930er-Jahre mit Vorfahren aus Tennstedt[17]
- Josef Aberth (* 1930), Politiker (DBD), LPG-Vorsitzender
- Peter Bonitz (* 1941), Politiker (CDU), lebt in Bad Tennstedt
- Norman Keil (* 1980), Sänger, Songschreiber und Produzent, stammt aus Bad Tennstedt

## Wirtschaft und Verkehr

### Wirtschaft
- Die Median-Klinik ist eine Rehabilitationsklinik für Orthopädie und Neurologie, Fachkrankenhaus für Neurologische Frührehabilitation und Querschnittsgelähmten-Zentrum. Mit etwa 300 Angestellten, die sich um etwa 70 Patienten kümmern, ist sie der größte Arbeitgeber der Stadt.
- Überregional bekannt ist der Betrieb Emmi’s Feinkost Spezialitäten, der z. B. Kloßmasse Thüringer Art produziert.
- Weitere Unternehmen sind die knapp 10 „Agrar-Betriebe Bad Tennstedt/Ballhausen“, die Biogas für ca. 1.000 Haushalte produzieren und sichern.
- Mit der Wirtschaft Bad Tennstedts sind zudem die Unternehmen in den Dörfern der Verwaltungsgemeinschaft Bad Tennstedt verbunden.

### Verkehr
- Der Bahnhof Bad Tennstedt lag an der Bahnstrecke Ballstädt–Straußfurt, auf der 1998 der Personenverkehr eingestellt und die 1999 stillgelegt wurde. Der Bahnhof besaß ein Empfangsgebäude mit Güterschuppen, einen zweiständigen Lokschuppen und einen Wasserturm mit Wasserkran. Vier Gleise mit drei Bahnsteigen gab es hier sowie eine Ladegleis und Gleise zum Lokschuppen. Das Stellwerk war im Empfangsgebäude integriert.
- Bis 2009 führte die Bundesstraße 176 durch den Ort.